# Prospective Outlook on Long-term Energy Systems
Prospective Outlook on Long-term Energy Systems (POLES) ist ein Modell zur Simulation der weltweiten Energiewirtschaft, das unter der Software "Vensim" läuft. Es ist ein technisch-ökonomisches Modell mit einer endogenen Energiepreisbildung, einer vollständigen Berechnung von Energienachfrage und -angebot verschiedener Energiesektoren und dazugehöriger Techniken und einem Abgas-Modul für Kohlenstoffdioxid und andere Treibhausgase.

## Entwicklung
POLES wurde ursprünglich in den frühen 1990er Jahren im Institute of Energy Policy and Economics IEPE (jetzt LEPII) in Grenoble, Frankreich entwickelt. Es war zu Forschungszwecken gedacht, in Zusammenhang mit dem weltweiten Energieangebot, dem Klimawandel und den Langzeitauswirkungen der Energiepolitik. Die Entwicklung von POLES wurde anfangs durch eine detaillierte Beschreibung der Energienachfrage nach Sektoren, durch elektrische Kapazitätsplanung und die Erforschung und Produktion der fossilen Brennstoffe in den verschiedenen Regionen der Welt vorangetrieben. Während seiner Entwicklung floss theoretisches und praktisches Fachwissen der Bereiche der Mathematik, Ökonomie, Ingenieurwissenschaften, Energieforschung, Analyse des Welthandels und der technischen Veränderung mit ein.
Die anfänglichen Entwicklungen von POLES wurden von den Programmen JOULE II und III des dritten und vierten Rahmenprogrammes  (FP3,FP4) für Forschung und technologische Entwicklung (1990–1994 and 1994–1998) der Europäischen Kommission und vom französischen CNRS (Centre national de la recherche scientifique) finanziert. Seither wurde das Modell durch weitere Projekte finanziert, unter anderem durch FP5 und FP6, und in Zusammenarbeit mit dem LEPII, dem Beratungsunternehmen Enerdata und der Europäischen Gemeinsamen Forschungsstelle (Joint Research Centre) IPTS, umfangreich weiterentwickelt.
Mit einer Entwicklung über zwanzig Jahre hinweg ist POLES eines der wenigen Energiemodelle, das von einem kontinuierlichen Weiterentwicklungsprozess und einem Fachwissen über eine solch ausgedehnte Zeitspanne profitiert.

## Struktur
Das Modell bietet ein komplettes System zur Simulation und ökonomischen Analyse des weltweiten Energiesektors bis ins Jahr 2050. POLES ist ein Modell mit partiellem Gleichgewicht, einem jährlichen rekursiven Simulationsprozess und einer Mischung aus preisbedingten Verhaltensgleichungen und einem auf Kosten und Leistung basierenden System für alle Techniken im Energiebereich. Die internationalen Energiepreise sind entgegen vielen anderen Energiemodellen endogen. Die exogenen Hauptvariablen sind das Bruttoinlandsprodukt und die Bevölkerungszahl der jeweiligen Länder und Regionen.
Die Struktur des Modells basiert auf miteinander verbundenen Modulen und gliedert sich in drei Ebenen der Analyse: der internationale Energiemarkt, das regionale Energiegleichgewicht und die nationale Energienachfrage (welche neue Technologien, Stromproduktion, System der primären Energieproduktion und Emission der Treibhausgase nach Sektoren beinhaltet).
POLES gliedert die Welt in 57 Regionen (45 Länder, darunter die 27 Länder der Europäischen Union, und 12 Land-Aggregate) mit 13 verschiedenen Sektoren für Energienachfrage in jeder Region.

### Nachfrage der verschiedenen Sektoren
Die Beschreibung der Nachfragesektoren ist sehr detailliert und beinhaltet Indikatoren für Aktivität, Kurz- und Langzeitenergiepreise und dazugehörige Elastizität und technologische Entwicklungstrends (d. h. Berücksichtigung technologischer Lernprozesse). Dies erlaubt eine solide ökonomische Beständigkeit der Anpassung von Angebot und Nachfrage pro Region, denn relative Preisschwankungen in einem Sektor können alle Hauptvariablen der regionalen Sektore beeinflussen. Die Berechnung des Mehrwerts aller Sektore ist endogen.
Die Nachfrage der verschiedenen Brennstoffe in einem Sektor folgt dem Wettkampf der Marktanteile, angetrieben durch Energiepreise und Faktoren in Bezug auf Politik und Hypothesen der technologischen Entwicklung.
Das Modell beinhaltet folgende Nachfragesektoren:
- Wohn- und Dienstleistungsektoren: zwei Sektoren
- Industrie:
  - Energetische Anwendung: vier Sektoren, detaillierte Simulation der energieintensiven Industrie wie zum Beispiel die Stahlindustrie, Chemieindustrie, Zement- oder Glasindustrie.
  - Nicht energetische Anwendung: zwei Sektoren, Transformationssektore wie beispielsweise Plastikproduktion und Produktion von chemischen Rohstoffen.
- Transport: vier Sektoren (Lufttransport, Zugtransport, Strassentransport und andere). Der Straßentransport beinhaltet verschiedene Fahrzeugtypen (Personenwagen, Lastkraftwagen usw.) und erlaubt den technischen Wettkampf mit unter anderem alternativen Fahrzeugtypen wie Hybridfahrzeugen oder Elektro – und Brennstoffzellenfahrzeugen.
- Agrarindustrie: ein Sektor.

### Öl- und Gasversorgung
Es gibt 71 Regionen mit (inter-)regionalem Handel für die Öl- und Gasproduktion. Die Modellierung der fossilen Brennstoffversorgung berücksichtigt technische Verbesserungen der Ausbeuterate von Öl, eine Bindung zwischen neuen Entdeckungen und kumuliertem Bohren und ein Rückkopplung (engl.: "feedback") der Reserve-Produktions-Rate des Ölpreises. Außerdem unterscheidet das Modell zwischen OPEC- und Nicht-OPEC-Produktion und berücksichtigt ebenfalls unkonventionelle Ölquellen wie beispielsweise Ölschiefer und Ölsand.

### Stromerzeugung
Es gibt 26 Verfahren zur Stromerzeugung, von denen verschiedene noch nebensächlich oder in Planung sind, wie zum Beispiel thermische Produktion mit CO2-Abscheidung und -Speicherung oder neue nukleare Entwürfe. Preisbedingte Verbreitungsmittel wie das Erneuerbare-Energien-Gesetz können als Einflussfaktor für Vorausplanungen zur zukünftigen Entwicklung neuer Energieerzeugungsverfahren integriert werden.
Das Modell unterscheidet vier typische Tageslastkurven innerhalb eines Jahres in Zwei-Stunden-Schritten. Die Lastkurven werden durch eine Rangfolge erstellt die auf Betriebs – und Wartungsgrenzkosten sowie annualisierten Kapitalkosten basiert. Die geschätzte Stromnachfrage eines Jahres beeinflusst Investitionsentscheidungen zur neuen Kapazitätsplanung des darauffolgenden Jahres.

### Emissionen und Kohlenstoff-Preis
POLES beinhaltet eine Bilanzierung der Treibhausgasemissionen und erlaubt eine Visualisierung der Treibhausgasströme auf sektorieller, regionaler und globaler Ebene. Das Modell deckt Emissionen durch Brennstoffe in allen Sektoren und somit über die Hälfte der globalen Treibhausgasemissionen, die sechs Treibhausgase des Kyoto-Protokolls sind also mit inbegriffen (Kohlendioxid, Methangas, Stickstoffoxid, Schwefelhexafluorid, Hydrofluorkarbonat und Perfluorocarbon). Das Modell erlaubt es, die Empfindlichkeit des Energiesektors zum Kohlenstoff-Preis für fossile Brennstoffe auf regionaler Ebene zu testen, vorgesehen und experimentiert von Systemen des Emissionsrechtehandels wie der EU-Emissionshandel für Kohlendioxidemission.

### Datenbank
Die Datenbank des Modells wurde vom IPTS, LEPII und Enerdata entwickelt. Die Daten der technischen Kosten und Leistungen wurde von der TECHPOL-Datenbank geliefert. Die Daten der historischen Energienachfrage und des historischen Energieverbrauchs und Energiepreises werden von Enerdata er – und zur Verfügung gestellt.

## Verwendung
Das Modell POLES wird heute benutzt, um zukunftsorientierte Studien und Tests durchzuführen, die den Einfluss verschiedener Energiequellen oder der Energiepolitik und verschiedener treibender Variablen der Energienachfrage zeigen sollen. Weiterhin kann man die Penetrationsrate unterschiedlicher Techniken zur Stromerzeugung und -endanwendung errechnen. POLES liefert nicht die direkten makro-ökonomischen Auswirkungen der Minderungsmaßnahmen wie im Stern-Report vorgesehen, erlaubt jedoch eine detaillierte Abschätzung der Kosten im Zusammenhang mit Techniken mit wenig Energieverbrauch oder Nullenergietechniken.
In Zusammenhang mit Profilen von Treibhausgasemissionen kann POLES sogenannte „marginal abatement cost curves“ (MACC) (Grenzvermeidungskosten-Kurven) für jede Region und jeden Zeitpunkt errechnen. Diese dienen zur Messung der Reduzierungskosten der Treibhausgasemissionen oder zur Analyse strategisch wichtiger Zonen für Emissionsmessverfahren und Systeme für Emissionsrechtehandel unter verschiedenen Marktkonfigurationen und Handelsregeln.
Studien, die POLES-Simulationen beinhalten, wurden von internationalen Gremien beauftragt wie die Generaldirektionen der Europäischen Kommission, der nationalen Energie-, Umwelt-, Industrie- und Transportbehörden oder privaten Akteuren des Energiesektors.

## Kritik
POLES ist imstande, Veränderungen des sektoriellen Mehrwerts und Verschiebungen der Aktivität zwischen den Sektoren zu modellieren. Dennoch ist POLES kein makro-ökonomisches Modell, da es das Bruttoinlandsprodukt (BIP) als Eingangsdaten benutzt, jedoch keine Auswirkung des Bruttoinlandprodukts integriert, das von der Entwicklung des Energiesystems resultieren könnte, wie zum Beispiel Kohlenstoff-Preisangaben, fallende Ölproduktion und deren Einfluss auf Transport und Mobilität oder Wachstum, bedingt durch technische Verbesserungen (wie z. B. der IT-Boom in den 90er Jahren). POLES liefert also nicht die gesamte Auswirkung auf die Gesellschaft von beispielsweise der Anpassung an das Klima oder daraus resultierenden Verringerungen (es erlaubt jedoch die Einschätzung der Gesamtkosten der Energiesektoren, inklusive der Investitionen zur Entwicklung von Produktionsverfahren mit wenig Energieverbrauch).
Das Modell integriert nicht alle Treibhausgasemissionen, wie solche die die Agrarindustrie, Flächennutzung, Veränderung der Flächennutzung und Forstwirtschaft betreffen. Insofern kann die Klimakomponente des Modells nicht die gesamten Treibhausgasbestände und -konzentrationen sowie die verbundenen Temperatureanstiege des anthropogenen Klimawandels hochrechnen.